# Twekkelo
Twekkelo (Twents: Twekkel) is een buurtschap in de Nederlandse gemeente Enschede en voor een klein gedeelte in de gemeente Hengelo. Tot 1934 hoorde het onder de gemeente Lonneker die in dat jaar bij de gemeente Enschede werd gevoegd.

## Geschiedenis
Twekkelo was een grote Twentse marke die deel uitmaakte van het kerspel Enschede, waartoe ook Lonneker, Driene, Usselo en de Eschmarke behoorden. Vlak na het jaar 900 werden al de namen Thrinon (Driene), Loningheri (Lonneker) en Tuegloe (Twekkelo) genoemd. De marke Twekkelo was verdeeld in de Gerinkhoek, de Beldershoek, de Wullenhoek, het Rougoor, de Mensinkhoek, het Twekkeler Veld en het Grote Veld. Het markerichterschap lag op de Hof van Twekkelo, waarvan de locatie niet met zekerheid bekend is. In 1867 werd de marke Twekkelo opgeheven.

## Landschap

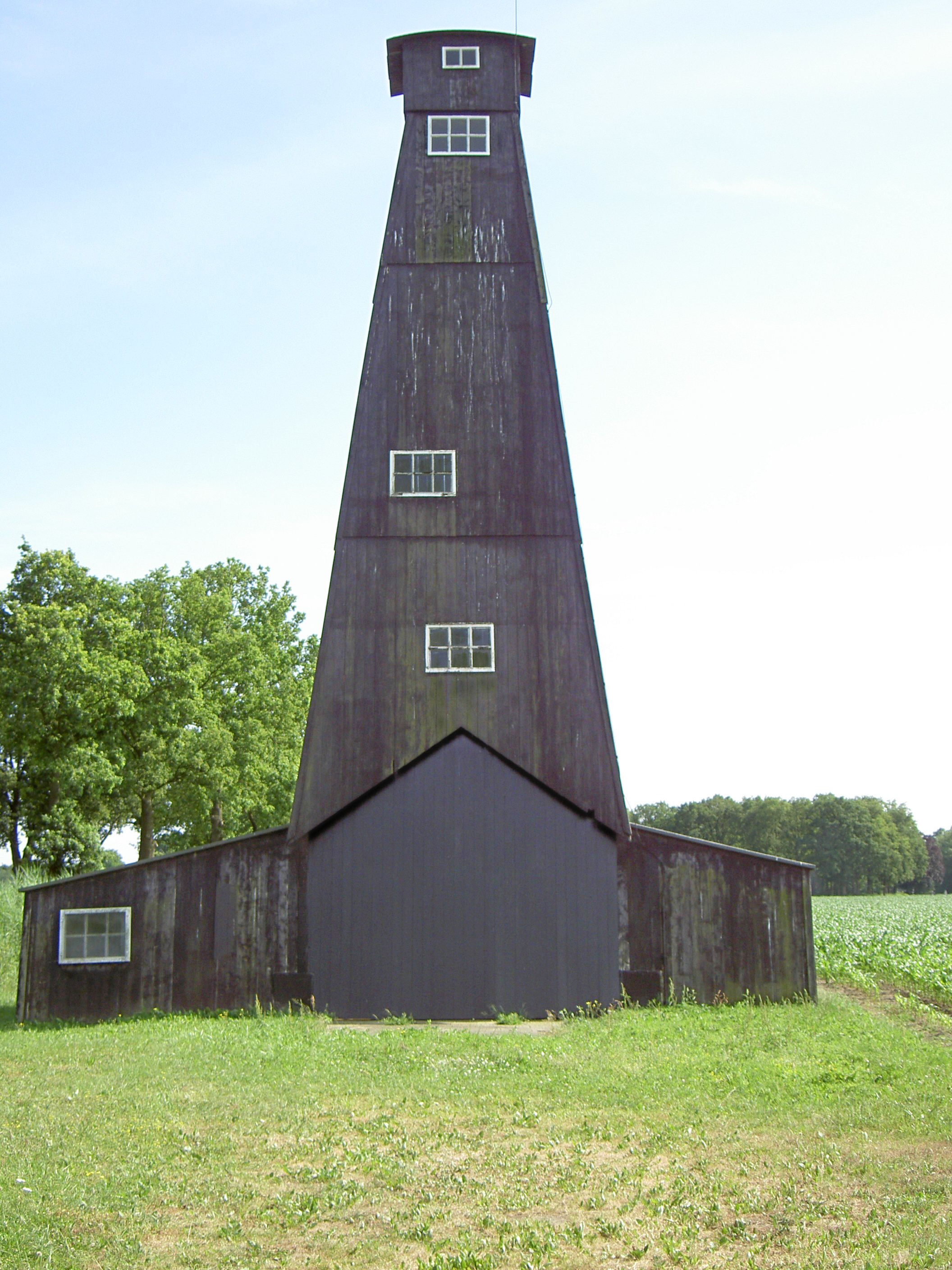
Boortoren in Twekkelo

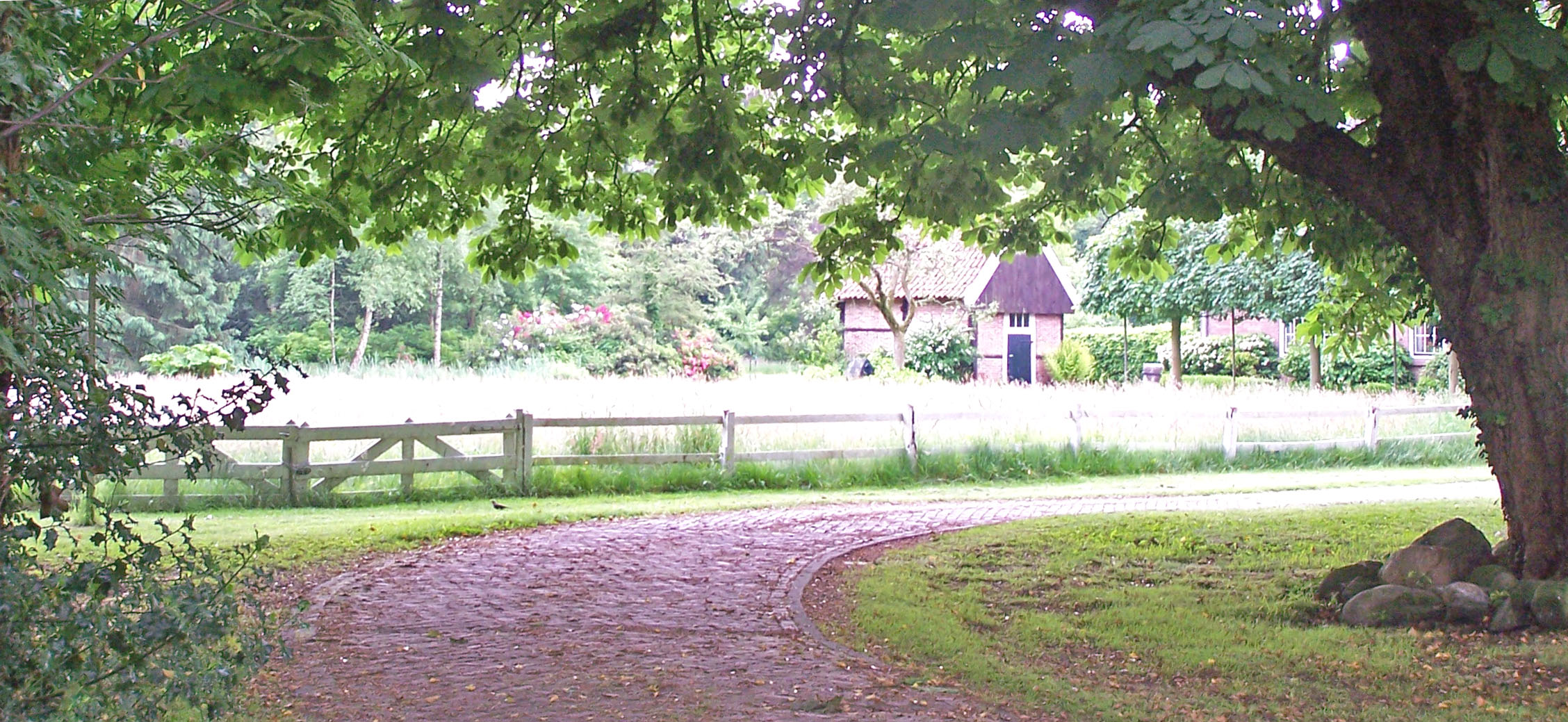
Oprijlaan naar erve De Helder. In de verte een tot rijksmonument verklaarde bakspieker

De kern van de buurtschap Twekkelo wordt gevormd door drie essen (de Twekkeler Es, de Lutje Es en de Groote Es) die dicht bij elkaar liggen, met eromheen een aantal boerenerven. Een paar daarvan werden al in de 9e en 10e eeuw genoemd. Uit het schattingsregister van 1475 blijkt dat er toen 23 erven in de buurschap lagen.
De beken Makkenbroekenbeek (Twekkelerbeek), de Strootsbeek (later Elsbeek) en de Schoolbeek lopen van oost naar west door Twekkelo. De laatste twee ontspringen er en slingeren zich door het landschap. Sommige delen van de beken zijn uitzonderlijk helder.
Het gebied wordt anno 2010 begrensd door de industriegebieden van Enschede en Hengelo, het Twentekanaal en de A35. Er staan veel boorhuisjes (in Saksische stijl met gevelteken) vanwege de zoutwinning door AkzoNobel. Deze zouthuisjes vervingen de eerdere zwarte boortorens.

### Landgoederen

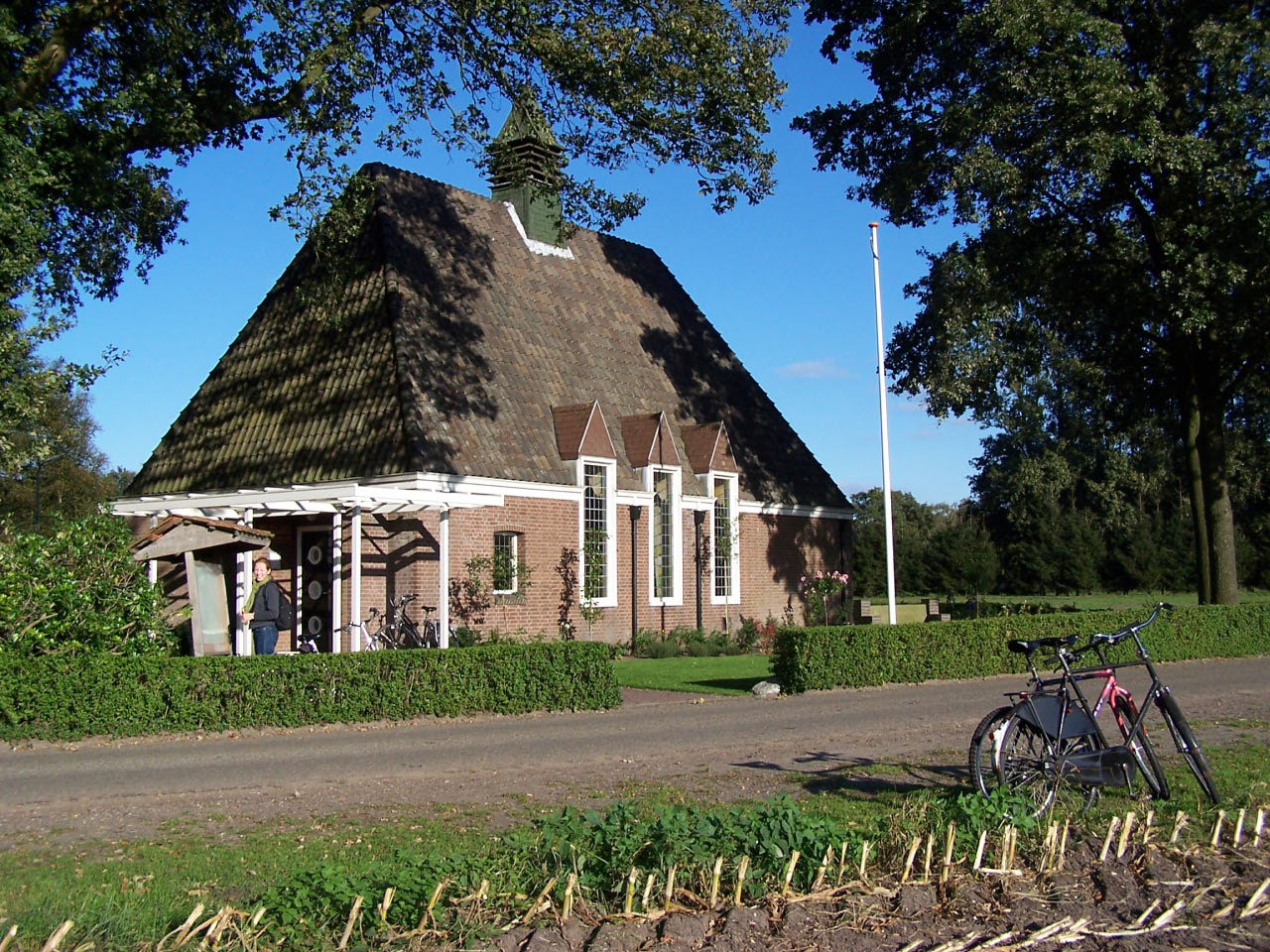
Johanneskerk

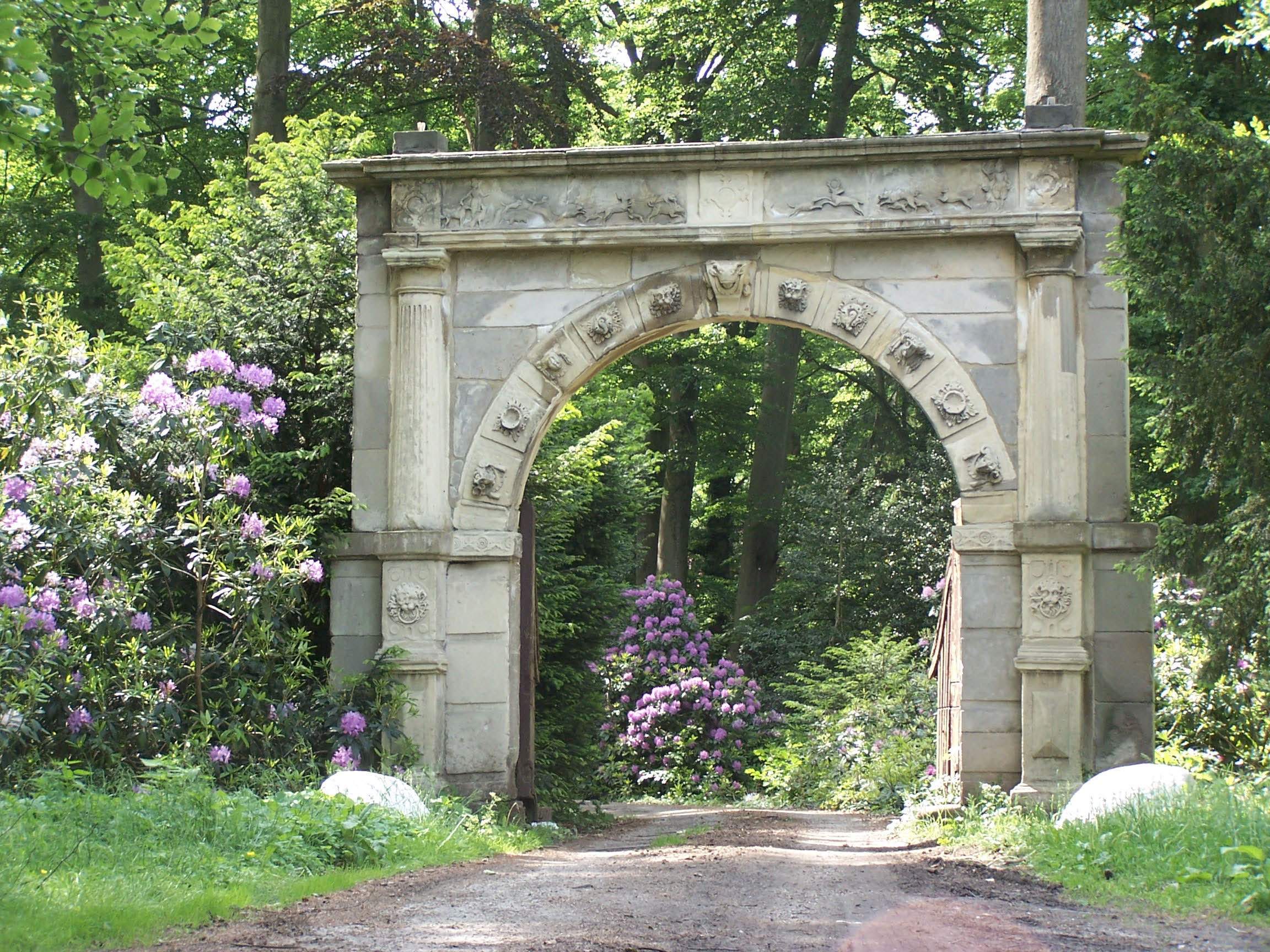
Poort naar Het Stroot

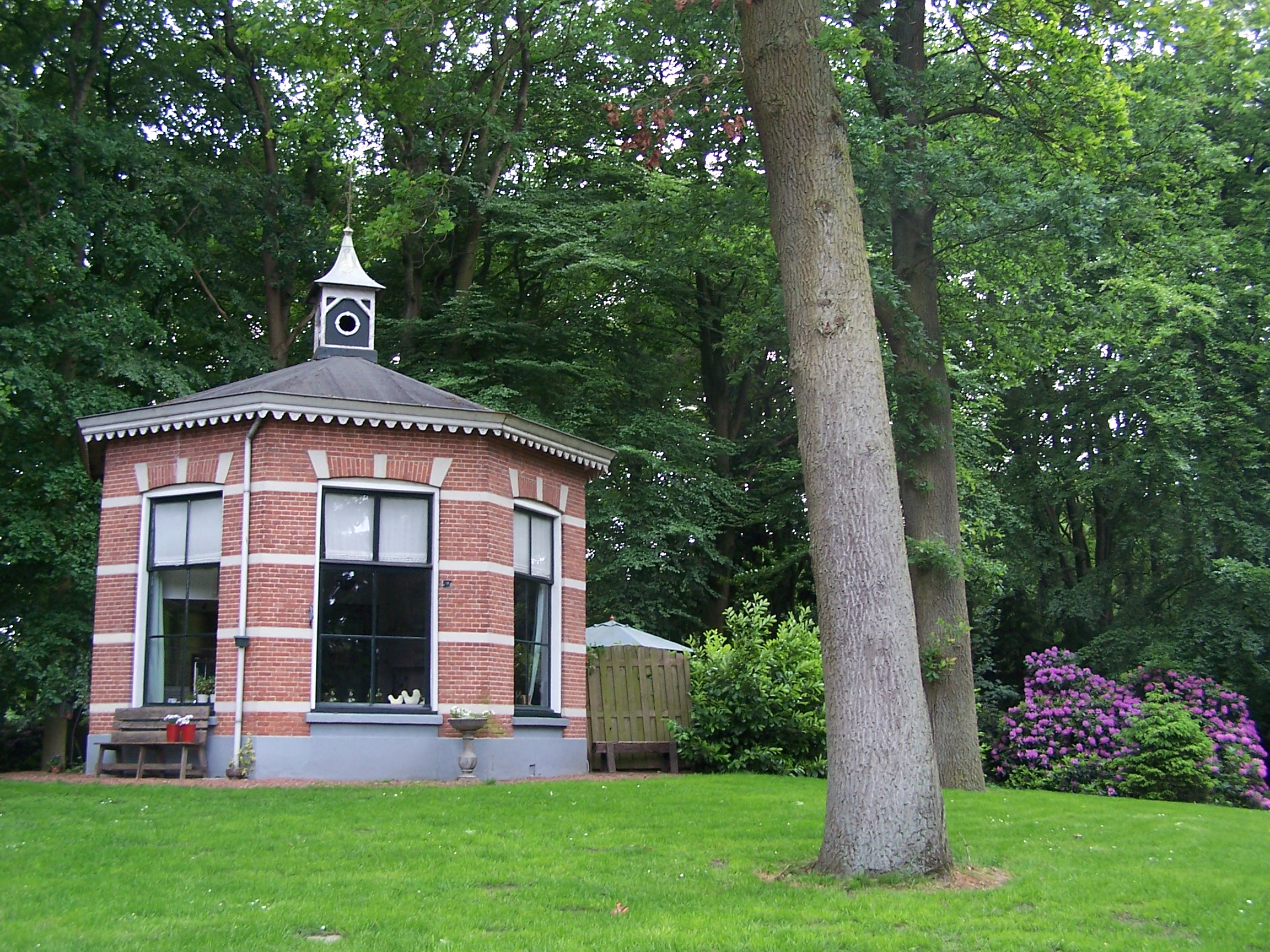
Theehuisje bij erve Wilgenkamp

Al eeuwenlang zijn er landgoederen in Twekkelo geweest. Het gebied Thon Strode werd al in 1338 genoemd. Gerrit Jan van Heek kocht het huidige landgoed Het Stroot in 1865, het was toen rond 25 hectare groot. Het gebied en het buitenverblijf zijn later uitgebreid.
In het kader van de natuurschoonwet zijn een aantal landgoederen voor publiek toegankelijk. Voorbeelden zijn De Horste, Het Reef, Het Gerink, Het Overbeek, Den Haimer, Het Mensink en Het Wilgenkamp.

## Johanneskerk
De Johanneskerk is een klein kerkje aan de Twekkelerweg. Deze kerk is gebouwd in 1950 door de Armenstaat Twekkelo, een organisatie die opkwam voor de 'armen en minvermogenden' woonachtig in Twekkelo en lid van de Nederlandse Hervormde Kerk. Sinds 1998 kan men er een burgerlijk huwelijk laten voltrekken.

## Twekkelerschool
Markescholen waren algemeen in Twente. In 1726 werd door de goedsheren van marke Twekkelo de Twekkelerschool opgericht. Honderd jaar na de oprichting is er een nieuwe school gebouwd op dezelfde plaats en in 1920 weer. In 1934 is de lagere school gesloten. Het gebouw van de Twekkelerschool werd privé bezit en heeft geen publieke functie meer.

## Industriespoorlijn
Van Hengelo naar Twekkelo liep van 1937 tot 2013 het industriespoorlijntje van AKZO. Sinds 2016 kan het drie kilometer lange spoor door toeristen worden bereden met draisines (spoorfietsen). Het traject is in verband hiermee in Twekkelo met 600 meter verlengd.

## Behoud
Als tegenwicht voor verstedelijking en industrie is in 1991 de Vereniging Behoud Twekkelo opgericht. Zij heeft onder andere een aantal wandelroutes (Stiewelpaden) uitgezet door het gebied.
Elk jaar wordt er op eerste paasdag een paasvuur ontstoken op de Twekkeler Es.